# ألبرت إم. كرايغ
ألبرت إم. كرايغ (بالإنجليزية: Albert M. Craig)‏ هو مؤرخ أمريكي، ولد في 1927.